# Gulflockig alspindling
Gulflockig alspindling (Cortinarius helvelloides) är en svampart som först beskrevs av Pierre Bulliard (v. 1742–1793), och fick sitt nu gällande namn av Elias Fries 1838. Gulflockig alspindling ingår i släktet Cortinarius och familjen spindlingar.  Arten är reproducerande i Sverige. Inga underarter finns listade i Catalogue of Life.
I den svenska databasen Dyntaxa används istället namnet Cortinarius minutalis för samma taxon.  Arten är reproducerande i Sverige.